# Val Talagona - Gruppo Monte Cridola - Monte Duranno
Val Talagona - Gruppo Monte Cridola - Monte Duranno este o arie protejată (arie specială de conservare — SAC, sit de importanță comunitară — SCI) din Italia întinsă pe o suprafață de 12.252 ha, integral pe uscat.

## Localizare
Centrul sitului Val Talagona - Gruppo Monte Cridola - Monte Duranno este situat la coordonatele 46°23′36″N 12°25′05″E / 46.393333°N 12.418056°E.

## Înființare
Situl Val Talagona - Gruppo Monte Cridola - Monte Duranno a fost declarat sit de importanță comunitară în septembrie 1995 pentru a proteja 1 specie de plante și 25 de specii de animale. Situl a fost protejat și ca arie specială de conservare în iulie 2018.

## Biodiversitate
Situată în ecoregiunea alpină, aria protejată conține 16 habitate naturale: Pajiști alpine și subalpine calcaroase, Păduri de pin (sub-) mediteraneene cu pini negri endemici, Râuri de munte și vegetația erbacee de pe malurile acestora, Râuri de munte și vegetația lor lemnoasă cu Salix elaeagnos, Tufărișuri cu Pinus mugo și Rhododendron hirsutum (Mugo-Rhododendretum hirsuti), Pante stâncoase calcaroase cu vegetație casmofită, Grohotișuri calcaroase și de șisturi calcaroase de la nivelul montan până la nivelul alpin (Thlaspietea rotundifolii), Păduri pe pante, grohotișuri și ravene de Tilio-Acerion, Păduri de fag din Europa Centrală dezvoltate pe sol calcaros cu Cephalanthero-Fagion, Păduri acidofile de Picea de la nivel montan la nivel alpin (Vaccinio-Piceetea), Păduri de fag Asperulo-Fagetum, Pajiști alpine și boreale, Păduri ilirice de Fagus sylvatica (Aremonio-Fagion), Liziere de ierburi înalte hidrofile de câmpie și de nivel montan până la alpin, Fânețe montane, Pajiști cu Molinia pe soluri calcaroase, turboase sau argilos-nămoloase (Molinion caeruleae).
La baza desemnării sitului se află mai multe specii protejate:
- plante (1): papucul doamnei (Cypripedium calceolus)
- păsări (24): uliu porumbar (Accipiter gentilis), uliu păsărar (Accipiter nisus), minunița (Aegolius funereus), acvilă de munte (Aquila chrysaetos), cocoșul de mesteacăn (Bonasa bonasia), buha (Bubo bubo), mierla de apă (Cinclus cinclus), ciocănitoare neagră (Dryocopus martius), Eudromias morinellus, șoim călător (Falco peregrinus), ciuvică (Glaucidium passerinum), vulturul pleșuv sur (Gyps fulvus), Lagopus muta helvetica, pițigoi moțat (Lophophanes cristatus), forfecuță gălbuie (Loxia curvirostra), Lyrurus tetrix tetrix, gaia neagră (Milvus migrans), cinghiță alpină (Montifringilla nivalis), alunar (Nucifraga caryocatactes), viespar (Pernis apivorus), pițigoi de munte (Poecile montanus), stăncuță alpină (Pyrrhocorax graculus),  cocoș de munte (Tetrao urogallus), mierlă gulerată (Turdus torquatus)
- nevertebrate (1): erebia calcarius (Erebia calcaria)

Pe lângă speciile protejate, pe teritoriul sitului au mai fost identificate 6 specii de plante, 1 specie de amfibieni, 8 specii de mamifere.